# Esfumado

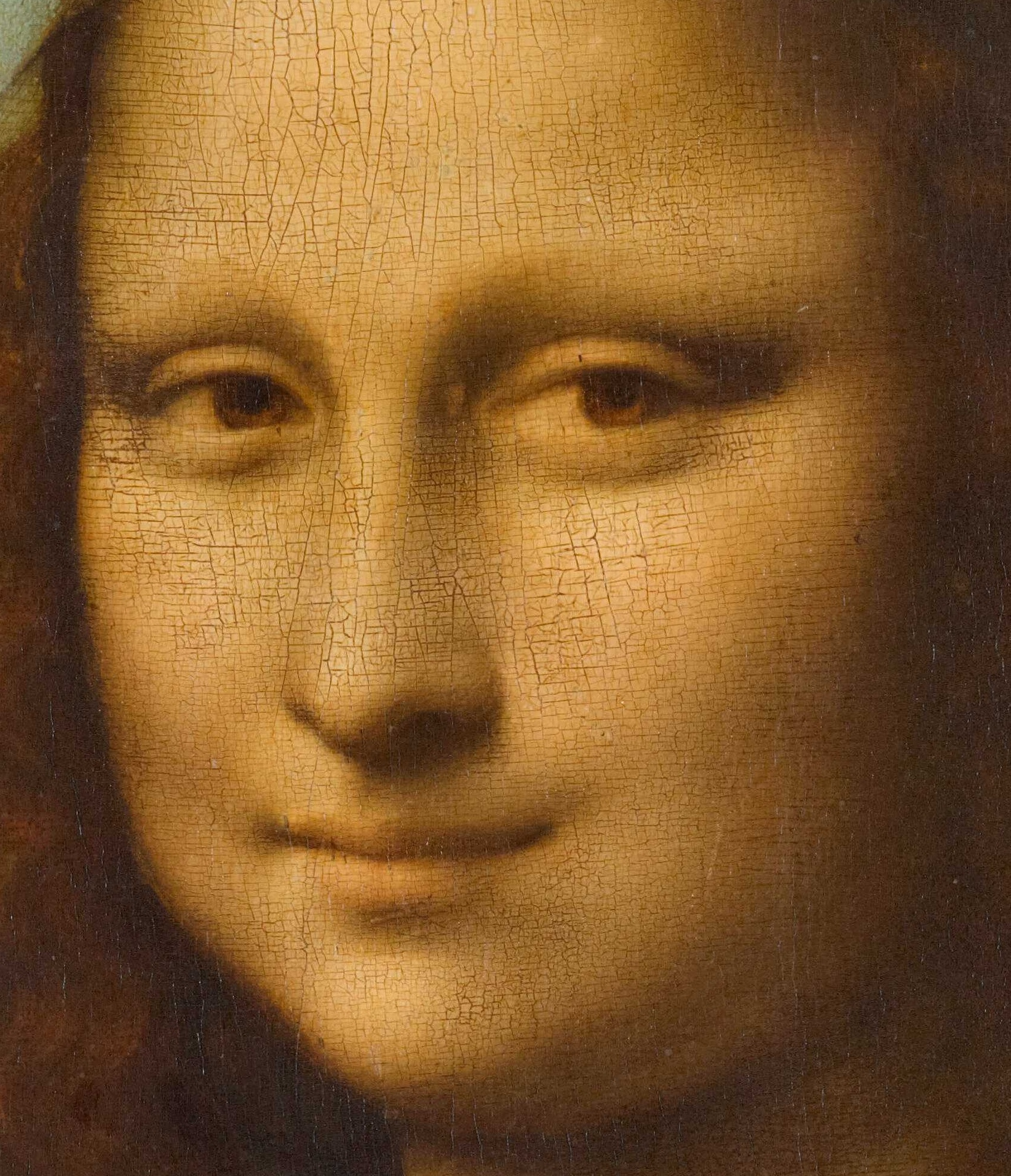
La Gioconda (1503-1506) de Leonardo ilustra la técnica del sfumato en el óleo, particularmente en el sombreado alrededor de los ojos.

San Juan Bautista (1513-1516) de Leonardo.

El esfumado (del italiano sfumato) es una técnica pictórica que se obtiene por aumentar  varias capas de pintura extremadamente delicadas, proporcionando a la composición unos contornos imprecisos, así como un aspecto de antigüedad y lejanía. Se utilizaba en los cuadros del Renacimiento para dar una impresión de profundidad. La invención de esta técnica, así como su nombre sfumato, se deben a Leonardo da Vinci, que la describía como "sin líneas o bordes, en forma de humo o más allá del plano de enfoque".
Este efecto hace que los tonos se difuminen hasta valores más oscuros como en La Virgen de las Rocas (1483-1486),  donde ya se considera totalmente logrado y sobre todo en Mona Lisa o el San Juan Bautista (cuadros conservados en el Louvre de París).
Según la teoría de la historiadora del arte Marcia B. Hall, cuya propuesta ha ganado considerable aceptación, es uno de los cuatro modos pictóricos canónicos del Renacimiento tal como se establecieron en la práctica de los maestros del Pleno Renacimiento a comienzos del siglo XVI; siendo los otros tres el chiaroscuro, el cangiante y la unione (que sería la alternativa rafaelesca al sfumato leonardesco).

## Técnica
Según las investigaciones de Pascal Cotte, basadas en un análisis multi-espectral del cuadro La Gioconda, la técnica utilizada por Leonardo podría consistir en los pasos siguientes:
1. Sobre una plancha de madera de álamo, se aplica una preparación blanca de carbonato de calcio, blanco de zinc y cola de conejo (huesos molidos). A todo esto se le conoce como creta o imprimatura.
2. Se traza un primer esbozo al pincel.
3. Aplicación de una veladura (delgada capa de color), al óleo, sobre toda la superficie del cuadro.
4. Se añaden las sombras y los valores intermedios. En el caso del ojo izquierdo de Mona Lisa, esta operación se hizo con tierra de Siena muy diluida.
5. Con la punta del pincel, se “plumean” las sombras y los valores intermedios.
6. Se aplica sobre  espacios entre trazo y trazo, para homogeneizar.
7. Toque final: graduación tonal mediante retoques y veladuras específicas hasta conseguir el efecto de degradado suave entre las zonas de sombra y las de luz.

Al final no queda en el cuadro el mínimo trazo de pincel, haciendo muy difícil saber a simple vista cuál ha sido la técnica pictórica empleada.